# Bugatti EB110
Bugatti EB 110 – hipersamochód produkowany przez włoskie przedsiębiorstwo Bugatti Automobili w latach 1991–1995.

## Historia i opis modelu

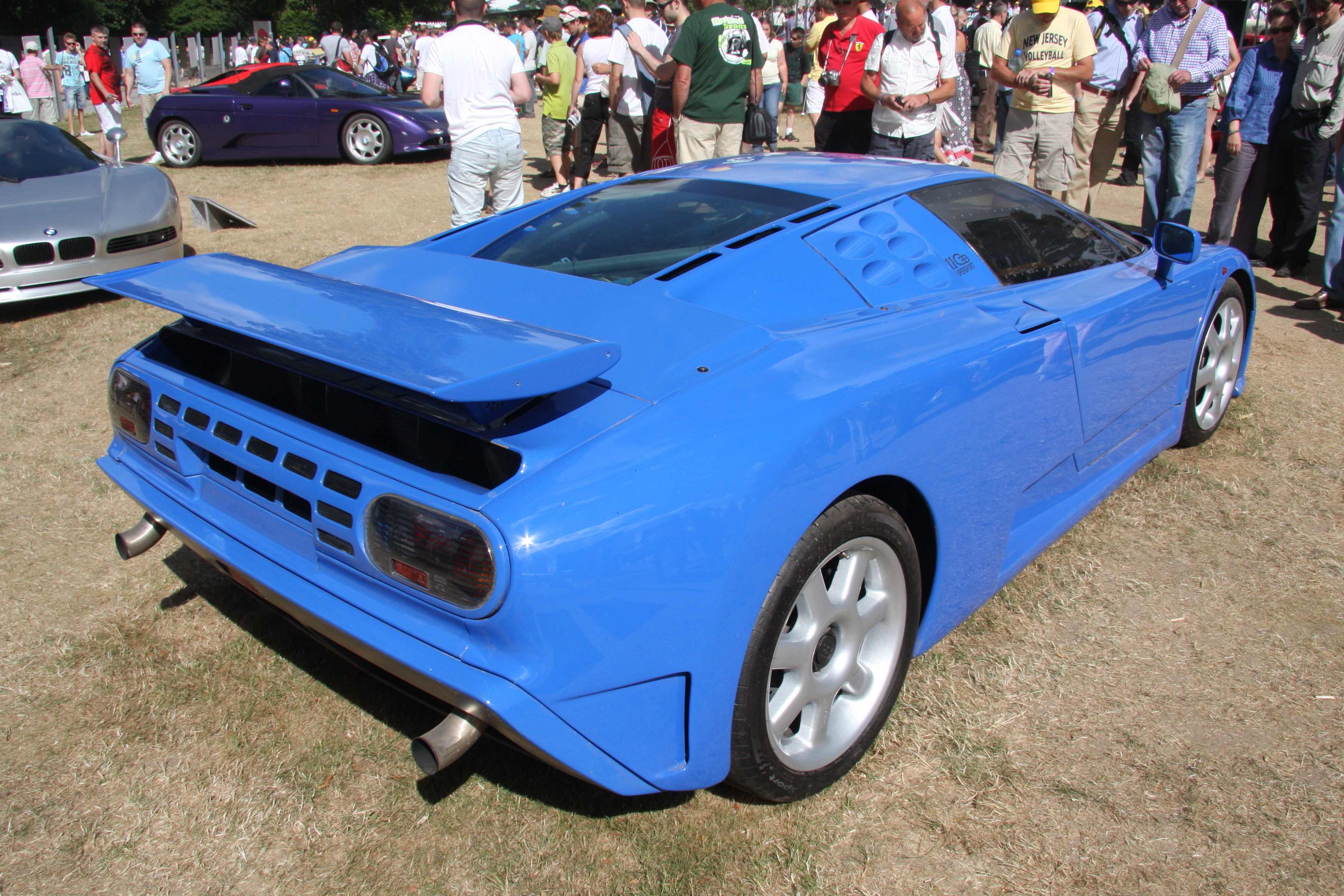
Bugatti EB110 - tył

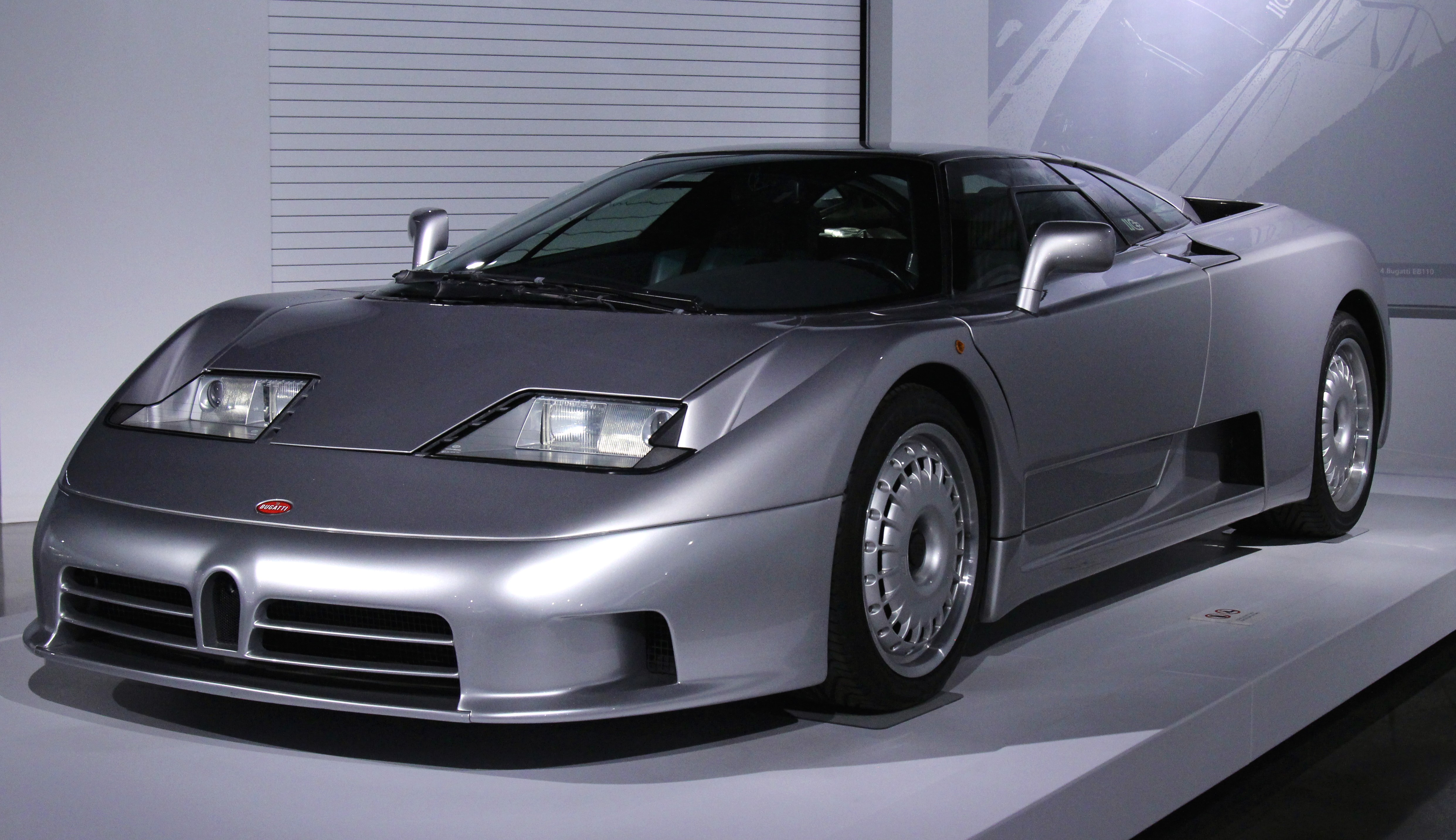
Bugatti EB110 GT

W 1987 roku włoski przedsiębiorca Romano Artioli, założył w Campogalliano przedsiębiorstwo Bugatti Automobili SpA, mające na celu przywrócenie do życia tej świetnej niegdyś marki. Efektem prac był zaprezentowany w stodziesiatą rocznicę urodzin założyciela przedsiębiorstwa, supersportowy model Bugatti EB 110 w 1991 roku. W 1990 roku zaprezentowano model Bugatti ID 90, który mógł trafić do produkcji seryjnej, ale wybrano projekt Bugatti EB110, a autorem projektu ID 90 był Giorgetto Giugiaro. Bugatti, obchodzące 110-rocznicę urodzin swojego założyciela Ettore Bugatti, zaprezentowało EB110. Kompozytowe panele nadwozia są wykonane z włókien węglowych, Kevlaru, Nomexu, wzajemnie ze sobą posklejanych żywicą epoksydową. Mimo zastosowania lekkich materiałów samochód ma znaczną masę wynoszącą 1620 kg w wersji GT. Wynika to z napędu na cztery koła. Pod nadwoziem znajduje się rurowa rama przestrzenna, do której zamocowano silnik. Silnik to 3.5 L jednostka V12 z 4 turbosprężarkami japońskiego przedsiębiorstwa IHI, wytwarzająca moc 560 KM. Centralny silnik zamontowany jest wzdłużnie. Napęd jest przekazywany na obie osie (4×4). Samochód ma bardzo dobre hamulce. Przy prędkości ponad 100 km/h potrafi się zatrzymać po niespełna 34 metrach. W 1992 roku zaprezentowano bardziej radykalną odmianę tego modelu, noszącą nazwę EB110 SS (SuperSport). Moc wzrosła do 611 KM i prędkość maksymalna mocniejszej wersji wynosiła ponad 350 km/h. Samochód posiada szereg niespotykanych na owe czasy rozwiązań w pojazdach drogowych, jak np. 5 zaworów na cylinder, czy wspólny blok silnika i skrzyni biegów. Ponieważ ta ostatnia zmiana była podyktowana chęcią jak najlepszego rozłożenia masy pojazdu, musiano przeprojektować silnik, drastycznie zmniejszając skok jego tłoka (zbyt długi korbowód wymagał więcej miejsca, przez co komora skrzyni biegów musiałaby być odsunięta od skrzyni korbowej, zaburzając balans). Żeby zachować moc i pojemność, silnik ma bardzo dużą średnicę cylindra, czyniąc go silnikiem mocno nadkwadratowym (81x56.6mm).  Od 1991 do 1992 EB 110 GT był najszybszym produkowanym seryjnie samochodem świata do momentu zaprezentowania Jaguara XJ220.

### EB 110 Prototyp
Prototyp powstał w 1989 roku z ręki Paolo Martina. Silnik w założeniach miał te same parametry z wyjątkiem mocy, która miała wynosić około 600 KM, tymczasem w oryginalnej wersji moc wynosiła 560 KM. Paradoksem jest to, że dopiero wersja SS spełniła założenia konstruktorów, którzy zakładali, że moc 560 KM będzie wystarczająca.

### EB 110 GT
Podstawowa wersja GT była bardziej luksusowa od innych odmian tego modelu. Pełna skórzana tapicerka włoskiej firmy Poltrona Frau, bardziej łagodne i delikatniejsze linie nadwozia, odrobinę mniej sztywne sprężyny w stosunku do modelu SS i wydech, który różnił się od wersji SS i nie był tak agresywny w brzmieniu. We wnętrzu znajdziemy szlachetne brazylijskie drewno do wykończeniu deski rozdzielczej i wysokiej klasy sprzęt japońskiej firmy Nakamichi na kasety.

### EB 110 SuperSport
Najmocniejsza seryjna wersja EB 110 to SS (Super Sport) wyprodukowana zaledwie w 31 egzemplarzach. Moc w tym modelu została zwiększona o 50 KM i wynosiła 611 KM. Wersja ta miała inne doładowanie 1,2 bar, gdy seryjny GT miał 1,05 bar, wzmocniono zawieszenie i hamulce wraz ze wzrostem mocy polepszył się moment obrotowy i osiągi. We wnętrzu tej bardziej sportowej wersji znajdziemy więcej aluminium i prawdziwego wykończenia z kevlaru na tunelu środkowym i innych elementach obsługi wnętrza. Najbardziej widocznym elementem różniącym obydwa modele GT i SS jest widoczne na nadwoziu wyfrezowane 5 otworów na lepsze chłodzenie silnika.

### EB 110 w sporcie
8 czerwca 1994 Bugatti przygotował też specjalną wersję EB 110, EB 110 Le Mans, która brała udział w słynnym 24-godzinnym maratonie na Circuit de la Sarthe. Nie odniósł on jednak sukcesów z powodu problemów z turbosprężarkami i wyciekami paliwa.
Powstał też egzemplarz do bicia rekordu prędkości na lodzie, 2 Marca 1995 Gildo Pallanca Pastor prowadził EB 110 GT po zamarzniętym morzu w Oulu w Finlandii. Postanowiono dociążyć samochód z powodu większej stabilności osiągnął średnią prędkość 296,34 km/h na odcinku 1 km. Średnia prędkość obu przejazdów wyniosła 296,34 km/h. Podczas produkcji EB 110 GT - 3 lipca 1994 roku powstał też eksperymentalny EB 110 GT GreenGas napędzany gazem ziemnym. Uzyskał on prędkość 344.7 km/h, podczas gdy seryjny EB 110 GT osiągnął 342 km/h.
Firma po reaktywacji marki nie odnosiła dużych sukcesów w sporcie.

### Upadłość i bankructwo
14 września 1995 roku Bugatti ogłosiło upadłość. Jeden z biorących udział w aukcji Dauer Sportwagen z siedzibą w Norymberdze w Niemczech kupił pozostałe części EB 110 z fabryki Bugatti po bankructwie firmy w 1995 roku, podobny ruch zrobiła firma MRT (Monaco Racing Team) 
Przetarg na zakupienie pozostałości po Bugatti odbył się w 4 kwietnia 1997 roku. W negocjacjach Jochenowi Dauer pomogła monachijska firma MRT (Monaco Racing Team), w szczególności jeśli chodzi o silniki i podzespoły do ich budowy. VW zainteresowany był nazwą Bugatti wszelkimi znakami towarowymi i logami i też takie prawa nabył, a grupa z Luksemburga firma B-Engineering kupiła cztery skończone modele EB 110, jeden prototyp EB 110 i jednego bez zainstalowanej jednostki. MRT kupiło kilka prototypów, kilka modeli skończonych i dwa modele EB 112.

### Dauer EB 110
Dauer Sportwagen z siedzibą w Norymberdze w Niemczech kupił pozostałe części EB 110 z fabryki Bugatti po bankructwie firmy w 1995 roku. W negocjacjach Jochenowi Dauer pomogła mu monachijska firma MRT (Monaco Racing Team) której właścicielem był ten sam człowiek co przed laty prowadził EB 110 GT na morzu w Finlandii w celu osiągnięcia rekordu na lodzie - monachijczyk i miliarder Gildo Pallanca-Pastor. Firma wykonała kompletny katalog części zamiennych, ze schematami rozebranych części z niezłożonych modeli i numerami tych części. Trzy modele Super Sport i jeden podstawowy model GT mianowany później na Dauer EB 110 S, zostały wykończone w latach 1999-2000 z logo Bugatti i niewielkimi modyfikacjami podnoszącymi mechanicznie moc, lub estetycznymi (luksusowe wykończenie skórą). Auta na zamówienie oferowane były od 1999 do 2007 roku przez jakiś czas jako przeróbki w firmie Dauer, moc aut w zależności od wersji jaką życzył sobie klient mogła zostać oryginalna lub podniesiona poprzez zmianę oprogramowania sterującego pracą silnika, podniesienia ciśnienia 4 turbin lub zamontowanie wyścigowego systemu wydechowego firmy Remus, gdy klient zdecydował się na pełny zakres usług Dauer - dzięki wszystkim tym modyfikacjom silnik legitymował się mocą 705 KM, duża utrata masy powodowała, że osiągi były jeszcze dużo lepsze niż w modelu seryjnym SS. Ten pojazd zadebiutował podczas Grand Prix Monako Formuły 1 w maju 2001 roku. Przyspieszenie od 0 do 100 km/h wynosi 3,2 s i prędkość maksymalna to około 370 km/h. Ten model został wyprodukowany tylko w limitowanej edycji wynoszącej 5 sztuk, w kolorach (niebieski, czarny z elementami Kevlaru, srebrny, ciemno-srebrny). Najczęściej spotykaną wersją jest czarna z elementami kevlaru, ponieważ jest ona promocyjnym pojazdem firmy Dauer.

### Dane techniczne
| Wersja                                         | EB 110 GT | EB 110 SS | Dauer EB 110 SS/ S | Dauer EB 110 Super Sport Light Weight                                                                                   |
| Lata produkcji                                 | 1991-1994 | 1992-1995 | 1999-2000 | 2001-2002 |
| Liczba egzemplarzy                             | 95 GT | 31 SS | 3 SS / 1 GT | 5 Super Sport Light Weight                                                                                              |
| Typ silnika                                    | 12-cylindrowy 60°, poczwórnie turbodoładowany 60 zaworowy DOHC łańcuch, 5 zaworów na cylinder, podwójny wałek rozrządu. | 12-cylindrowy 60°, poczwórnie turbodoładowany 60 zaworowy DOHC łańcuch, 5 zaworów na cylinder, podwójny wałek rozrządu. | 12-cylindrowy 60°, poczwórnie turbodoładowany 60 zaworowy DOHC łańcuch, 5 zaworów na cylinder, podwójny wałek rozrządu. | 12-cylindrowy 60°, poczwórnie turbodoładowany 60 zaworowy DOHC łańcuch, 5 zaworów na cylinder, podwójny wałek rozrządu. |
| Kod silnika                                    | Bugatti 3.5 B110.00-06                                                                                                  | Bugatti 3.5 B110.01-09                                                                                                  | Bugatti 3.5 B110.01-09                                                                                                  | Bugatti 3.5 B110.01-09                                                                                                  |
| Umiejscowiene silnika                          | centralnie | centralnie | centralnie | centralnie |
| Napęd                                          | na obie osie | na obie osie | na obie osie | na obie osie |
| Turbodoładowanie                               | 4 Turbosprężarki IHI 1.05 bar (GT) / 1.20 bar (SS)                                                                      | 4 Turbosprężarki IHI 1.05 bar (GT) / 1.20 bar (SS)                                                                      | 4 Turbosprężarki IHI 1.05 bar (GT) / 1.20 bar (SS)                                                                      | 4 Turbosprężarki IHI 1.05 bar (GT) / 1.20 bar (SS)                                                                      |
| Skrzynia biegów                                | * 6-biegowa manualna | * 6-biegowa manualna | * 6-biegowa manualna | * 6-biegowa manualna |
| Wtrysk                                         | Wielopunktowy Bosch LH-Jetronic                                                                                         | Wielopunktowy Bosch LH-Jetronic                                                                                         | Wielopunktowy Bosch LH-Jetronic                                                                                         | Wielopunktowy Bosch LH-Jetronic                                                                                         |
| Chłodzenie                                     | Chłodzenie cieczą (woda)                                                                                                | Chłodzenie cieczą (woda)                                                                                                | Chłodzenie cieczą (woda)                                                                                                | Chłodzenie cieczą (woda)                                                                                                |
| Pojemność skokowa (cm³) Skok tłoka / Sprężanie | 3490 cm³ | 3490 cm³ | 3490 cm³ | 3490 cm³ |
| Pojemność skokowa (cm³) Skok tłoka / Sprężanie | 89,0 × 92,40 mm / 7.8:1                                                                                                 | | | |
| Moc maksymalna                                 | 412 kW (560 KM) @ 8000 rpm                                                                                              | 449 kW (611 KM) @ 8250 rpm                                                                                              | 481 kW (645 KM) @ 8250 rpm                                                                                              | 525 kW (705 KM) @ 8250 rpm                                                                                              |
| Maksymalny moment obrotowy                     | (611 Nm) @ 4200 rpm | (650 Nm) @ 4200 rpm | (720 Nm) @ 4200 rpm | (785 Nm) @ 4500 rpm |
| Prędkość maksymalna                            | 341,16 km/h | 350,80 km/h | >350 km/h | ok. 370 km/h |
| Przyśpieszenie (0–100 km/h)                    | 3.46 s | 3.26 s | >3.20 s | >3.15 s |
| Przyśpieszenie (0–160 km/h)                    | 7.0 s | 6.4 s | 6.3 s | 6.0 s |
| Układ hamulcowy                                | Brembo [Przednie: tarczowe wentylowane Ø 360 mm] [Tylne: tarczowe wentylowane Ø 330 mm]                                 | Brembo [Przednie: tarczowe wentylowane Ø 360 mm] [Tylne: tarczowe wentylowane Ø 330 mm]                                 | Brembo [Przednie: tarczowe wentylowane Ø 360 mm] [Tylne: tarczowe wentylowane Ø 330 mm]                                 | Brembo [Przednie: tarczowe wentylowane Ø 360 mm] [Tylne: tarczowe wentylowane Ø 330 mm]                                 |
| Rozmiar ogumienia                              | Przód: 245/40 R18 ZR Pirelli \| Tył: 325/30 R18 ZR Pirelli                                                              | Przód: 245/40 R18 ZR Pirelli \| Tył: 325/30 R18 ZR Pirelli                                                              | Przód: 245/40 R18 ZR Pirelli \| Tył: 325/30 R18 ZR Pirelli                                                              | Przód: 245/40 R18 ZR Pirelli \| Tył: 325/30 R18 ZR Pirelli                                                              |
| Felgi                                          | BBS (8.5J x 18) \| (10.0J x 18)                                                                                         | BBS (8.5J x 18) \| (10.0J x 18)                                                                                         | BBS (8.5J x 18) \| (10.0J x 18)                                                                                         | BBS (8.5J x 18) \| (10.0J x 18)                                                                                         |
| Droga hamowania (100–0 km/h)                   | 34,8 m | 34,8 m | 34,8 m | 34,8 m |
| Nadwozie                                       | Aluminium, kevalar, samonośne, napęd na obie osie                                                                       | Aluminium, kevalar, samonośne, napęd na obie osie                                                                       | Aluminium, kevalar, samonośne, napęd na obie osie                                                                       | Aluminium, kevalar, samonośne, napęd na obie osie                                                                       |
| Wymiary nadwozia (DxSZxW)                      | 4400x1940x1120 mm | 4400x1940x1120 mm | 4400x1940x1120 mm | 4400x1940x1120 mm |
| Masa własna                                    | 1620 kg | 1480 kg | 1480 kg | 1370 kg |
| Zbiornik paliwa                                | 120 litrów | 120 litrów | 120 litrów | 120 litrów |